# Kress Drachenflieger
Kress Drachenflieger byl rakousko-uherský experimentální plovákový letoun postavený Wilhelmem Kressem v roce 1901. Stroj byl schopen pohybu po hladině, ale jeho motor neměl dostatečný výkon pro vzlet. Letoun během zkoušek havaroval a byl zničen.

## Vývoj
Na stavbu letounu poskytl císař František Josef I. grant 5 000 korun.  Letoun byl konstruován jako velká příhradová konstrukce z ocelových trubek se třemi dráty vyztuženými jednoplošnými křídly umístěnými v tandemu za sebou. Křídla byla umístěna v různých výškách vzhledem k hlavní ose letadla, aby se zabránilo aerodynamickému rušení mezi nimi. Podvozek se skládal ze dvou hliníkových plováků se zesílenými kýly, které byly určeny k tomu, aby Drachenflieger mohl vzlétnout a dosednout na vodu nebo led. Tři kormidla byla propojena se společnou řídící pákou a měla zajistit řízení na vodě a ve vzduchu. Pohonnou jednotku tvořil benzínový motor Daimler, šlo o první pokus o použití spalovacího motoru k pohonu letadla těžšího než vzduch.  Dvě protiběžné tlačné vrtule s plátěným potahem byly namontovány na pylonech ze stran nad hlavním příhradovým nosníkem, mezi druhým a třetím křídlem.
Motor se ukázal jako hlavní nedostatek letadla. Kress původně zamýšlel použít speciálně postavený motor, podle jeho výpočtů byl potřeba motor o výkonu 37 kW a o hmotnosti nejvýše 220 kg. Kvůli vysokým nákladům ale zakoupil automobilový motor, který měl výkon jen 22 kW (30 k), ale hmotnost téměř dvojnásobnou, než bylo maximum podle výpočtů. Počáteční pokusy na vodě již v březnu 1901 potvrdily, že horší poměr výkonu k hmotnosti bude problém. Nicméně další prvky konstrukce byly vydařené a Drachenflieger byl úspěšně ovládán při pojíždění, a to i proti větru.
Bez možnosti výměny motoru, Kress pokračoval v pojížděcích zkouškách. Poslední z nich proběhla 3. října 1901  na přehradní nádrži Wienerwaldsee v Tullnerbachu (poblíž Vídně), při které byl nucen náhle změnit směr, aby se vyhnul vlnolamu. V důsledku prudkého manévru vzpěry jednoho plováku selhaly, což způsobilo, že Drachenflieger se převrátil a potopil. Kress z nehody vyvázl nezraněn.

## Hlavní technické údaje
- Osádka: 1
- Vzletová hmotnost: 850 kg[3]
- Motor: 1x automobilový motor Daimler o výkonu 22 kW (30 k)

## Zajímavost
Vrtule z Kressova letounu je zobrazena na znaku obce Tullnerbach.